# Keijella kloempritensis
Keijella kloempritensis is een mosselkreeftjessoort uit de familie van de Trachyleberididae. De wetenschappelijke naam van de soort is voor het eerst geldig gepubliceerd in 1948 door Kingma.